# Monastero di Santa Caterina d'Alessandria (Urbino)
Il monastero di Santa Caterina d'Alessandria è il monastero delle monache agostiniane di Urbino. Si tratta dell'unico monastero di clausura presente nel centro storico cittadino.

## Storia
Il monastero fu eretto nella prima metà del XIV secolo, seppure già dalla fine del XII secolo fosse presente una comunità religiosa. Verso la seconda metà del XVI secolo il monastero assunse l'estensione odierna tramite l'acquisizione dell'adiacente Palazzo Thiene (sul lato occidentale), la chiusura della piazzetta dello Spirito Santo (attuale orto del convento) e della via tra questo monastero e quello di San Benedetto (attuale Facoltà di Economia). Il portale d'ingresso principale al monastero risale al XVII secolo.
Il monastero fu inizialmente soppresso, in seguito all'occupazione francese (primi anni del XIX secolo), poi ripristinato con la restaurazione del governo pontificio e nuovamente soppresso con l'Unità d'Italia (1861), in seguito alla requisizione di tutti i beni ecclesiastici cittadini. Seppure fu concesso alle monache di continuare a risiedervi.
Il monastero venne riacquistato dalla Chiesa agli inizi del XX secolo. In due locali a pianterreno del monastero (verso via F. Salvalai) vi fu allocata, tra il 1918 e il 1931, una tipografia.

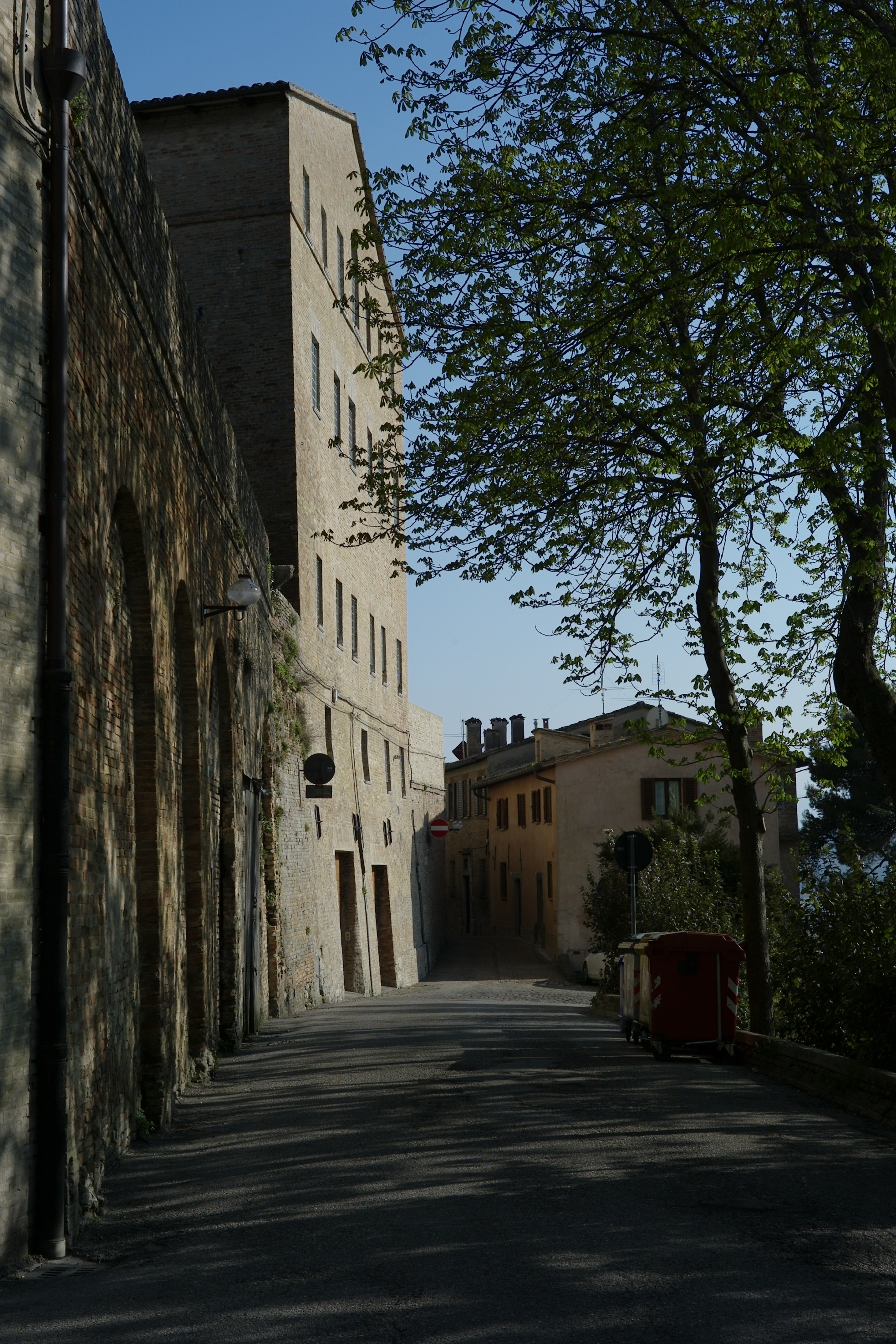
Il monastero (a sinistra) su via Salvalai

## Descrizione

### Monastero
Si trova sulla cima del colle del Poggio (uno dei due colli su cui sorge il centro storico di Urbino), in una delle parti più antiche della città, nella contrada di San Polo. Ha la propria facciata principale, verso est a monte, su via Aurelio Saffi; sui lati settentrionale e meridionale confina con altri fabbricati, mentre a ovest (lato a valle) si affaccia su via Ferdinando Salvalai (sull'area detta del Pincio) e su via Piave con l'orto.
Il monastero si sviluppa su un complesso di vari edifici, frutto di accorpamenti e incorporazioni che si sono succedute nei secoli. Ha un corpo principale che prospetta sulla strada di San Polo (via A. Saffi), dove si trovano i portali della chiesa e del monastero, prosegue poi con un corpo laterale verso nord-ovest, che si affaccia sulla zona del Pincio (via F. Salvalai). Possiede un cortile rettangolare interno, usato come orto, tra l'ala di nord-ovest, il corpo orientale, via Piave ad ovest e l'ex convento di San Benedetto - palazzo Battiferri a sud. Le facciate esterne presentano tutte delle murature con mattoni a vista e prive in gran parte di decorazioni, ad eccezione dei due portali lapidei sulla strada di San Polo (via A. Saffi). Le finestre sono quasi tutte architravate e chiuse da grate.
La facciata occidentale sull'area del Pincio (via F. Salvalai) è piuttosto alta, soprattutto per via del dislivello collinare, e mette in evidenza tutti i piani su cui si sviluppa il complesso, ovvero cinque. Su tale lato, il piano terra su via A. Saffi, corrisponde al terzo piano, sotto di esso vi sono altri due piani; il pianterreno è segnato da due grandi porte architravate, mentre il piano soprastante è caratterizzato solo da quattro finestre. Su di esso si sviluppano tre ordini di finestre, i primi due con sei aperture, tutte di eguale dimensione, l'ultimo invece con sette aperture su cornice marcadavanzale, con al centro una finestra centinata.

### Chiesa
La chiesa presenta un portale d'ingresso in pietra, risalente, probabilmente, agli ultimi anni del XVI secolo; l'interno è ad aula unica rettangolare, coperto da una volta a botte e con quattro finestre; vi sono tre altari, l'altare maggiore più due laterali. L'attuale chiesa è frutto della ristrutturazione interna risalente al XVIII secolo.
L'opera d'arte più insigne che vi si conserva è un bassorilievo in stucco dorato dello scultore urbinate Federico Brandani, realizzato nella seconda metà del XVI secolo, raffigurante il Martirio di Santa Caterina, collocato sopra l'altare maggiore.